# والتر فرنتس

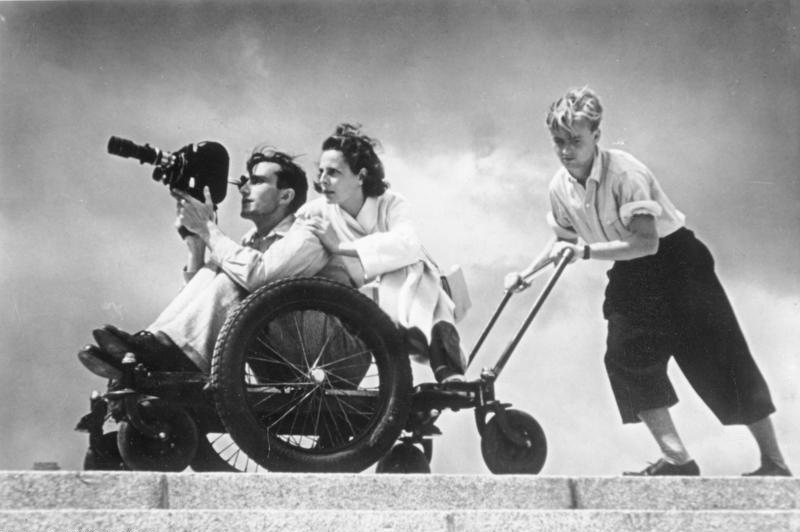
فرنتس در کنار لنی ریفنشتال در حین فیلمبرداری فیلم المپیا

والتر فرنتس (آلمانی: Walter Frentz) (زاده ۲۱ اوت ۱۹۰۷ – درگذشته ۶ ژوئیه ۲۰۰۴) فیلم‌بردار، تهیه‌کننده و عکاس اهل آلمان بود.
فرنتس در هایلبرون به‌دنیا آمد. وی در دوره رایش سوم به‌عنوان فیلم‌بردار برای لنی ریفنشتال کار میکرد.وی از سال ۱۹۳۹ تا ۱۹۴۵ وی از بسیاری از رهبران آلمان نازی، از جمله آدولف هیتلر، عکاسی میکرد.
وی در سال ۲۰۰۴ در اوبرلینگن درگذشت.